# Pleshina (Ferizaj)
Pleshina (albanska: Pleshina, serbiska: Plešina) är en by i Kosovo. Den ligger i kommunen Ferizaj. Enligt den senaste folkräkningen år 2011 fanns det 4 506 invånare.

## Demografi
| Demografi    | 2011 |
| ------------ | ---- |
| albaner      | 3389 |
| serber       | 4    |
| bosnier      | 1    |
| romer        | 4    |
| ashkali      | 1090 |
| odeklarerade | 18   |